# Nil (Syczow)
Nil, imię świeckie Andriej Nikołajewicz Syczow (ur. 19 kwietnia 1964 w Roganowce) – rosyjski biskup prawosławny.

## Życiorys
W 1983 ukończył szkołę średnią, w latach 1982–1984 pracował jako dzwonnik w parafii św. Mikołaja w Łopatinie. Od 1984 do 1986 odbywał zasadniczą służbę wojskową. Po jej zakończeniu został etatowym hipodiakonem arcybiskupa włodzimierskiego i suzdalskiego Serapiona. 24 czerwca 1986 złożył przed tym hierarchą wieczyste śluby mnisze, przyjmują imię Nil na cześć świętego mnicha Niła Sorskiego. 17 lipca 1986 w soborze Zaśnięcia Matki Bożej we Włodzimierzu przyjął z rąk arcybiskupa Serapiona święcenia diakońskie, zaś 19 sierpnia w soborze Zaśnięcia Matki Bożej w ławrze Troicko-Siergijewskiej został wyświęcony na kapłana i mianowany proboszczem cerkwi Włodzimierskiej Ikony Matki Bożej w domu biskupim we Włodzimierzu. W 1988 otrzymał godność igumena, a następnie archimandryty.
W 1990 przeszedł z eparchii włodzimierskiej i suzdalskiej do eparchii tambowskiej i przez rok był osobistym sekretarzem biskupa tambowskiego i miczurińskiego Eugeniusza. W 1991, po ponownym włączeniu w skład duchowieństwa eparchii włodzimierskiej, został ekonomem Pustelni Łukianowskiej, zaś w 1993 został pierwszym przełożonym nowo otwartej Pustelni św. Zozyma i Smoleńskiej Ikony Matki Bożej.  Od 1996 do 2001 był dziekanem monasterów eparchii włodzimierskiej i suzdalskiej, od 2001 dziekanem monasterów w dekanacie włodzimierskim. W tym samym roku został namiestnikiem monasteru Narodzenia Matki Bożej we Włodzimierzu.
W 2005 zaocznie ukończył studia na kierunku psychologia na uniwersytecie we Włodzimierzu oraz seminarium duchowne w tym samym mieście. Rok później został kierownikiem ds. wychowawczych i finansowych zaocznych studiów teologicznych seminarium we Włodzimierzu, zaś w 2009 objął funkcję kierownika wydziału budowlanego eparchii włodzimierskiej. 16 marca 2012 Święty Synod Rosyjskiego Kościoła Prawosławnego nominował go na biskupa muromskiego, wikariusza eparchii włodzimierskiej i suzdalskiej. Jego chirotonia biskupia odbyła się w cerkwi Zmartwychwstania Pańskiego w żeńskim monasterze Opieki Matki Bożej w Moskwie, 2 maja 2012. W charakterze konsekratorów w obrzędzie udział wzięli patriarcha moskiewski i całej Rusi Cyryl, metropolici sarański i mordowski Warsonofiusz, tulski i jefriemowski Aleksy, jekaterynburski i wierchoturski Cyryl, arcybiskupi włodzimierski i suzdalski Eulogiusz, kurski i rylski German, biskupi sołniecznogorski Sergiusz, bielski i faleszteński Marceli i niżnotagilski i sierowski Innocenty.
W 2013 został pierwszym ordynariuszem nowo utworzonej eparchii muromskiej.